# Pleometroza
Pleometroza – zjawisko wśród owadów, polegające na kooperatywnym zakładaniu nowych kolonii (gniazd) przez więcej niż jedną samicę (królową). Zjawiskiem odwrotnym do pleometrozy jest haplometroza, czyli zakładanie kolonii tylko przez jedną królową.
Pleometroza jest powszechnym zjawiskiem u wielu gatunków mrówek czy termitów, a także może być u danego gatunku zjawiskiem fakultatywnym. Wtedy populacje takiego gatunku o tendencjach haplo- i pleometrycznych zajmują oddzielne geograficznie stanowiska, z wąskim terenem tendencji przejściowej, co implikuje, że cecha ta jest powodowana zróżnicowaniem genetycznym wewnątrz gatunku i jest podtrzymywana selekcją naturalną.
Królowe zakładające wspólną kolonie nie muszą być ze sobą spokrewnione, co daje początek koegzystencji wielu niespokrewnionych (genetycznie) organizmów potomnych w jej obrębie.
Kolonie założone na drodze pleometrozy mogą być początkiem zjawiska polygynii wewnątrz takich populacji, czyli obecności wielu płodnych samic w obrębie jednej kolonii.